# 庞家乡
庞家乡，是中华人民共和国甘肃省陇南市宕昌县下辖的一个乡镇级行政单位。

## 行政区划
庞家乡下辖以下地区：
许家村、庞家村、庄子村、哈竜村、结扎村、松扎村、塔尔村、拉路村、大庄村和对坡村。